# Pepsi
Cet article concerne le produit. Pour la société, voir PepsiCo. Pour les autres significations, voir Pepsi (homonymie).
Ne doit pas être confondu avec vespoïde Pepsis.
Pepsi, anciennement Pepsi-Cola, est une marque de cola, créée par Caleb Bradham en 1893 à New Bern (Caroline du Nord) aux États-Unis. Elle est commercialisée par la société PepsiCo.

## Historique

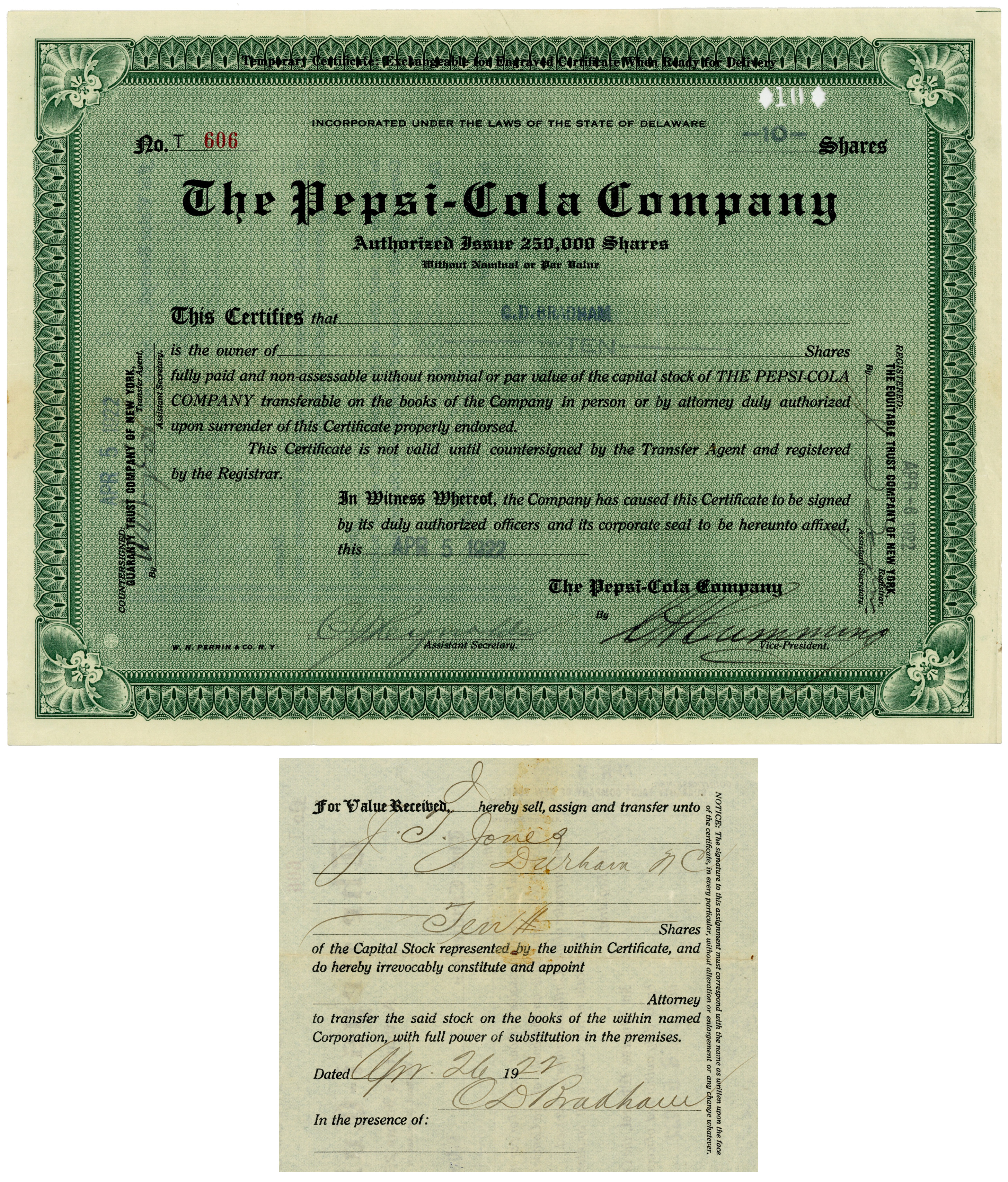
Action de la Pepsi-Cola Company, émise le 5 avril 1922 au nom de Caleb Bradham et endossée par ce dernier au verso

Caleb D. Bradham, né en 1867, pharmacien à New Bern, en Caroline du Nord, invente en 1893 une potion à base de noix de kola contre la « dyspepsie » et les troubles de la digestion. Mélangé à l'eau de Seltz, le « Brad’s Drink » se révèle très désaltérant. Nombreux sont alors ceux qui viennent le déguster à la soda fountain de la pharmacie.
Le « Brad’s Drink » devient « Pepsi-Cola » en 1898. Caleb D. Bradham dépose la marque en 1902. L'année suivante Bradham déplace la mise en bouteilles de Pepsi-Cola de sa pharmacie dans un entrepôt loué. Il vend 7 968 gallons (30 162 litres) de sirop. En 1904, les ventes de Pepsi, commercialisé six onces la bouteille, atteignent 19 848 gallons (75 133 litres).
Le fabricant de Pepsi fait faillite en 1923 à cause des prix élevés du sucre en raison de la Première Guerre mondiale. Des capitaux sont vendus et Roy C. Megargel rachète la marque de commerce mais, en 1931, Pepsi sombre à nouveau dans la faillite. La marque est alors rachetée par G. Guth, le président de la compagnie sucrière Loft Industries.
De 1936 à 1938, pendant la crise économique, les bénéfices de Pepsi doublent. En 1940 Pepsi lance une des premières campagnes radiophoniques de l'histoire, dont le célèbre slogan est : « Twice as much for a nickel », c'est-à-dire « Deux fois plus pour un nickel » (pièce de cinq cents aux États-Unis).
Pepsi lance Pepsi Diet, le premier cola « light » de l'histoire en 1964. L'année suivante, la marque est le premier produit américain à franchir le rideau de fer et à pénétrer sur le territoire soviétique.
Pepsi lance sa première bouteille en plastique en 1975. Elle lance en 1984 le premier partenariat avec une vedette musicale : Michael Jackson apparaissant et dansant avec la reprise de Billie Jean version Pepsi. Cette date marque le début d'une longue série d'associations avec des personnalités de la musique, du sport et du cinéma.
Pepsi lance aux États-Unis et au Canada le Crystal Pepsi, un cola incolore en 1993 et en 1994 Pepsi Max arrive en France. Il s'agit du premier cola sans sucre de la marque, lancé pour concurrencer son rival le Diet Coke de Coca-Cola introduit, lui, en 1982.
En 2003 est lancé le Pepsi Blue, premier cola bleu du marché.
Indra Nooyi devient directeur général du groupe en 2006 ; Pepsi est alors le deuxième groupe américain le plus important (après Archer Daniels Midland) à être dirigé par une femme. En 2007 est relancée en France le Pepsi Light, avec un emballage rose, entièrement ciblé féminin.
Pepsi décide de changer de logo en 2009 et lance en 2012 des canettes à l'image de Michael Jackson pour les vingt-cinq ans de son album Bad qui, à cette époque, était en partenariat avec Pepsi.

## Marketing

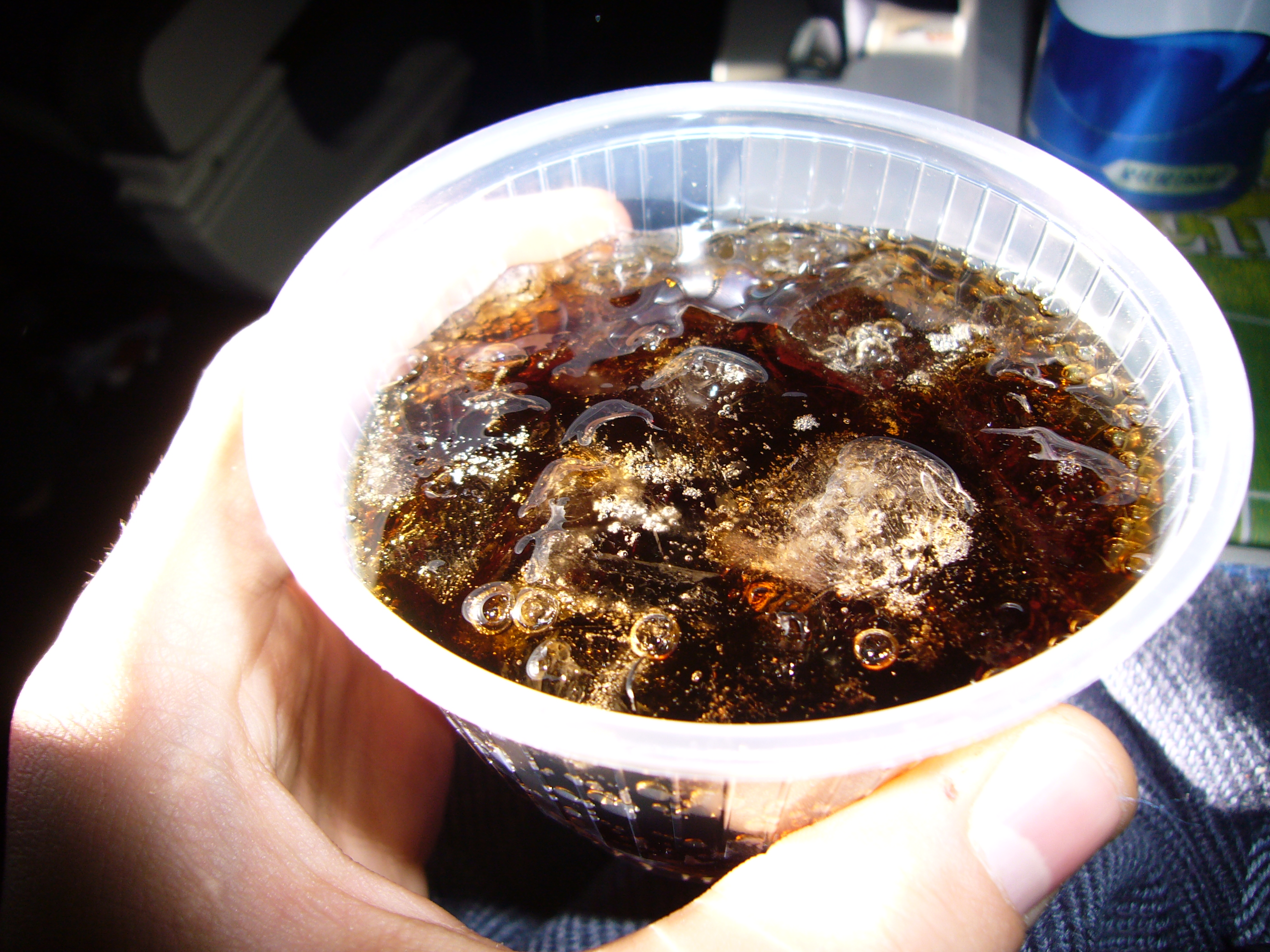
Pepsi dans un gobelet avec des glaçons.

En 1975, PepsiCo présente la campagne de vente « le défi Pepsi » où elle a établi un échantillon aveugle entre Pepsi-Cola et Coca-Cola, sa rivale. Pendant ces essais de dégustation à l’aveugle, la majorité des participants a sélectionné Pepsi comme meilleure des deux boissons. Le livre de W. Reymond, Coca-Cola l'enquête interdite, indique que ces tests n'étaient pas réalisés de façon objective ; d'après l'auteur, le Pepsi utilisé pour les échantillons provenait de canettes (une par personne) sortant du réfrigérateur alors que pour le Coca-Cola, les échantillons provenaient de grandes bouteilles utilisées plusieurs fois. De plus, elles n'étaient pas conservées idéalement au frais.
Pepsi lance en 2006 une campagne d’affichage publicitaire où il faut allumer ses écouteurs pour entendre l'annonce (Music spot publicitaire). Voici en attendant le nouveau concept publicitaire qu'inaugure Pepsi au Canada dans les métros de Toronto et Vancouver. En 2006 toujours, Pepsi rivalise d’imagination à quelques mois de la Coupe du monde 2006, en Allemagne du 9 juin au 9 juillet 2006 et dont son rival Coca-Cola sera le partenaire officiel, en lançant sa campagne de « partenaire non officiel » du football. Pour cette occasion, Pepsi lance une bouteille de couleur or symbolisant la coupe du monde de football et un spot publicitaire mettant en scène une équipe de rêve (Dream Team), composée de Raul, Thierry Henry, David Beckham, Ronaldinho, Roberto Carlos… contre une équipe de danseurs bavarois.
En 2010, les ventes de Pepsi Cola en France progressent de plus de 36 % sur les quatre premiers mois de l’année. « Tout ce que l’on pouvait changer, nous l’avons fait », explique Emmanuel Pinteaux, directeur marketing des soft-drinks de PepsiCo France. À savoir, le goût, moins sucré et plus citronné, l'emballage, avec une identité visuelle plus simple, et le logo, plus souriant. PepsiCo a aussi revu sa stratégie de communication. Laquelle, faisant appel aux acteurs à l’humour décalé de la série « Kaïra Shopping », lancée l’an dernier en partenariat avec Canal+, se veut impertinente et osée.
PepsiCo annonce en avril 2015 la fin de son partenariat avec la NBA, alors que la ligue nord-américaine de basket-ball était liée à Coca Cola depuis 1986.

### Publicités avec des célébrités
Pendant les années 1960, Joanie Sommers interprète deux chansons It's Pepsi, For Those Who Think Young et Now You See It, Now You Don't Oh Diet Pepsi pour les spots publicitaires de la marque. Ces titres devenus « culte », feront attribuer à l'interprète le surnom de The Pepsi Girl.
En 1984, la marque s'immisce dans un univers inexploité par elle jusque-là, celui de la musique. Elle signe donc un partenariat (un des premiers de l'histoire dans le domaine musical) avec Michael Jackson. Ce dernier réinterprète son titre Billie Jean, issu de l'album Thriller, pour les besoins de la publicité télévisuel « Pepsi new generation » réalisée par Bob Giraldi. La marque en contrepartie le sponsorise et lui octroie une enveloppe de cinq millions de dollars, un record pour l'époque.
Lionel Richie signe en 1985 un partenariat avec Pepsi pour trois publicités. Il promeut donc le Pepsi Classique et le Pepsi New Generation.
En 1986, Gloria Estefan apparaît dans un spot publicitaire de la marque et en 1987, Michael Jackson ré-enregistre son titre Bad, issu de l'opus Bad pour une nouvelle campagne publicitaire avec Pepsi qui sponsorise son Bad World Tour. La même année, Tina Turner s'associe avec David Bowie pour une nouvelle interprétation du titre de ce dernier intitulé Modern Love, afin de représenter la marque.
En 1988, le basketteur Magic Johnson apparait dans une publicité de la marque pour vanter les bienfaits du Pepsi Diet.
Pour le lancement de son single Like a Prayer, Madonna signe en 1989 un contrat avec Pepsi pour être l'égérie de la marque et pour que cette dernière sponsorise sa tournée. Un spot publicitaire est alors réalisé avec pour fond sonore Like a Prayer. Dans un même temps, le vidéoclip officiel de la chanson est diffusé, provoque une controverse et de ce fait, arrête le partenariat avec la marque.
La même année, Pepsi réalise sa première campagne publicitaire hispanique sans doublages et sous titres en signant avec le chanteur portoricain Chayanne, qui interprète le titre Este Ritmo Se Baïla Asi.
En 1990, c'est au tour de Ray Charles de s'associer avec la marque pour une série de trois spots publicitaires. Il interprète You Got The Right One, Baby, pour vanter le Pepsi Diet. En 1991, Gloria Estefan apparaît une nouvelle fois dans le spot publicitaire de la marque. Pour ce faire, le single Seal Our Fate, extrait de son opus Into The Light, est utilisé comme support sonore.
Le basketteur Shaquille O'Neal devient en 1993 le représentant de la marque<. La même année, Pepsi abandonne Michael Jackson à la suite des accusations de pédophilie le visant lors de l'affaire Chandler, et cela alors que la marque sponsorisait l'artiste à l'occasion du Dangerous World Tour.
En 1994, le mannequin Cindy Crawford ainsi que les acteurs Michael Richards et Rodney Dangerfield sont les vedettes du spot publicitaire de la marque. L'année suivante, c'est au tour du personnage fictif Casper le gentil fantôme d'être l’égérie de la marque afin de promouvoir le film du même nom.

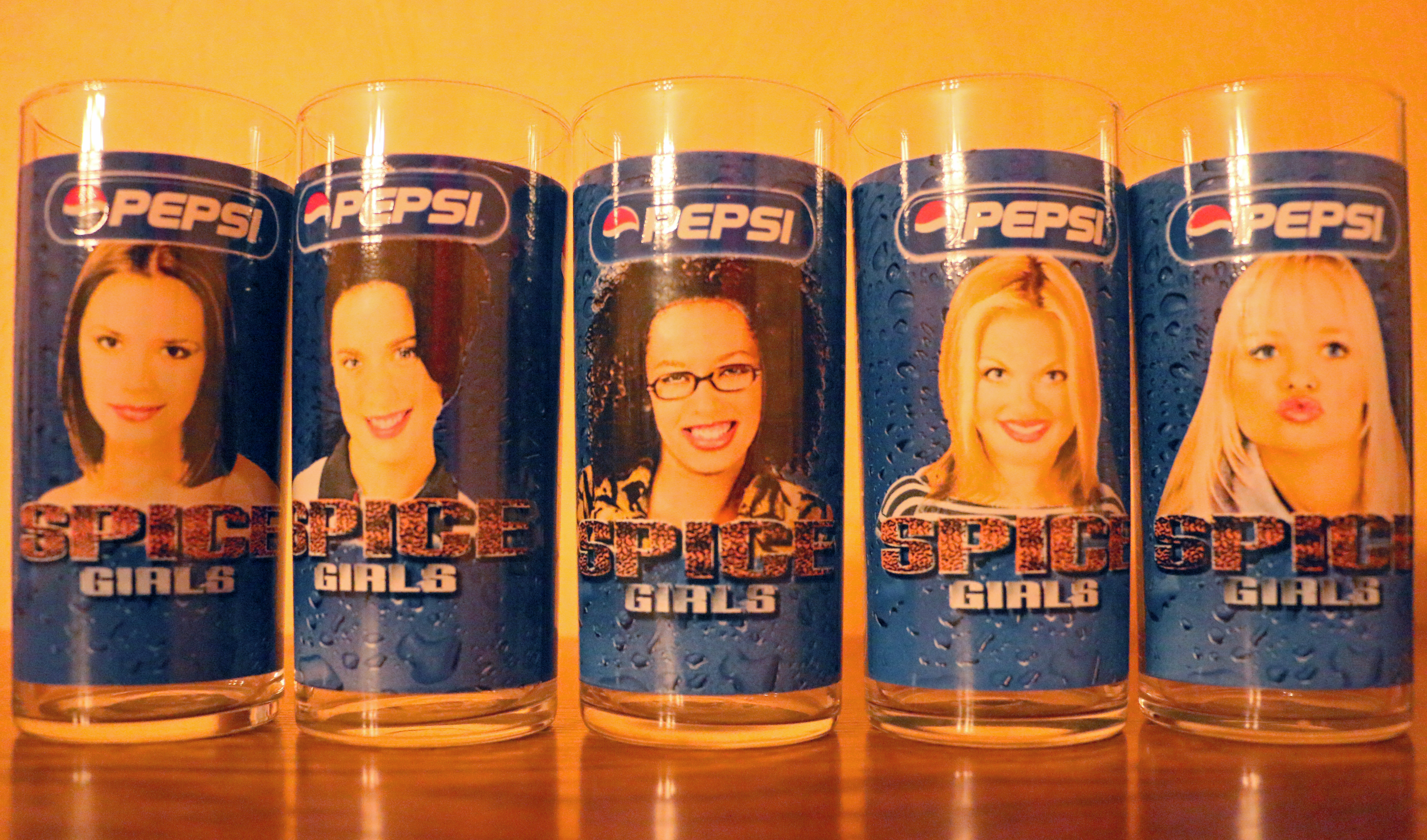
Les verres Pepsi Spice Girls.

Le groupe féminin britannique Spice Girls signe en 1997 un accord de plusieurs millions de dollars avec la marque, en vue du lancement de la campagne « Generation Next ».
En 1998, Aretha Franklin prête sa voix et son image dans le spot publicitaire de la marque en interprétant Joy Of Pepsi.
Janet Jackson devient en 1999 l'égérie de la marque en enregistrant le titre Ask For More pour les besoins de la publicité. En parallèle, une version bilingue anglo-espagnole est enregistrée en duo avec Ricky Martin et rajoutée au spot publicitaire.
Britney Spears signe en 2001 un partenariat avec la marque pour plusieurs publicités dont quelques événements majeurs tels que la Coupe Du Monde 2002. Elle enregistre le titre Joy Of Pepsi pour l'une de ses premières publicités et d'autres morceaux pour de futurs spots. Dans un même temps, Kylie Minogue devient l'égérie de la marque en Australie. La publicité utilise alors le single On A Night Like This, issu de son opus Light Years.
En parallèle, le chanteur Sakis Rouvas devient le premier représentant grec de la marque, en apparaissant dans plusieurs publicités.
En 2003, Pepsi collabore avec Beyoncé pour vanter les bienfaits du soda. Pour ce faire, la chanson Crazy in Love, premier single solo de la chanteuse, officie en tant que bande sonore de la publicité. La même année, Shakira fait une première apparition dans un spot publicitaire de la marque. Sa chanson Objection (Tango), issue de son premier opus en anglais Laundry Service, est alors utilisée comme bande sonore.
Beyoncé, Britney Spears et Pink, ré-interprètent en 2004 le titre culte du groupe Queen, We Will Rock You, pour la publicité de la marque diffusée lors du Superbowl annuel. Vêtues en amazones et présentées dans une arène face à Enrique Iglesias, cette publicité crée l'événement et devient culte. Dans sa version intégrale de 3 minutes et 06 secondes, Bryan May et Roger Taylor, respectivement guitariste et batteur de Queen, apparaissent dans le public à 1 minute 38 secondes.
En 2005, Beyoncé, Jennifer Lopez et David Beckham apparaissent dans un spot publicitaire de la marque assez étonnant. En effet, celui-ci dévoile les deux chanteuses, interprétant deux guerrières expérimentées vêtues de cuir, se battre contre le crime dans un bar. Après cela, elles rencontrent David Beckham. L'ambiance de cette publicité peut rappeler le film Kill Bill de Quentin Tarantino et d'autres films de combats japonais ou cet univers est assez présent. En parallèle, P. Diddy, Eva Longoria et Xzibit collaborent au spot publicitaire du Pepsi Diet, qui est diffusé lors du Superbowl annuel.
Christina Aguilera interprète en 2006 Here To Say, issu de son opus Back to Basics, pour la campagne publicitaire de la marque. En 2007, Pepsi s'associe avec Mariah Carey, avec qui elle crée une vingtaine de sonneries de portable dont The Time Of Your Life pour la publicité principale. Dans cette vidéo, Mariah Carey chante et fait de la moto, puis de ce fait, brise le toit du restaurant de par la tonalité que la musique dégage. Il s'agit en fait de la sonnerie de portable d'un homme en couple dans un restaurant.
En 2008, Justin Timberlake devient le représentant de la marque. Dans la publicité, la musique LoveStoned/I Think She Knows issu de son second opus FutureSex/LoveSounds est alors utilisée comme fond sonore.
Kanye West devient le représentant de la marque en 2009. En parallèle, à la suite du décès de Michael Jackson survenu en juin de cette année, Pepsi lui rend hommage en réalisant des canettes collector. Dans un même temps, la chanteuse roumaine Inna, est choisie pour être l'égérie de la marque dans plusieurs pays tels que : la Roumanie, la Bulgarie, la Hongrie, la Serbie ou encore la Moldavie.
En 2010, Akon ainsi que les footballeurs Thierry Henry, Lionel Messi, Didier Drogba, Andrey Arshavin, Frank Lampard et Ricardo Kakà représentent la marque sur la chanson à but humanitaire Oh Africa d'Akon avec Keri Hilson. En parallèle, Koda Kumi ré-interprète le titre funk Got To Be Real de Cheryl Lynn, pour vanter les bienfaits du Pepsi Nex Zero au Japon. La même année, le groupe Perfume représente la marque au Japon en réinterprétant le titre Lovefool du groupe Cardigans pour les besoins de la publicité Pepsi Nex Zero.
La marque puise dans ses archives en 2011 en réalisant une sélection de ses meilleures publicités avec des icônes de la musique telles que : Michael Jackson, Ray Charles, Britney Spears, Kanye West et Mariah Carey.
En 2012, c'est au tour d'Elton John, Melanie Amaro et du rappeur Flavor Flav, de prêter leur image au spot publicitaire de la marque. La vidéo dévoile Elton John, vêtu en roi, privant un de ses sujets de Pepsi parce que ce dernier chantait trop mal le titre Hot In Herre du rappeur Nelly. C'est à ce moment que Melanie Amaro, gagnante de la première saison du programme X-Factor, intervient et interprète le titre Respect d'Aretha Franklin. De ce fait, cela brise le vitrail du fond et de par la puissance de l'interprétation de la chanteuse, le roi s'approche d'elle et lui offre une canette de Pepsi. Celle-ci la prend puis la jette contre un levier, ce qui fait chuter le roi dans un cachot souterrain où se trouve le rappeur Flavor Flav et libère la population de l’oppression du roi. La publicité, diffusée lors du Superbowl annuel, crée l'évènement et devient culte. Dans un même temps, Pepsi publie des canettes à l'effigie de Michael Jackson pour fêter les 25 ans de l'album Bad. Celles-ci réalisées en édition limitée, sont considérées comme de véritables objets d'art. En parallèle, Nicki Minaj interprète Moment 4 Life, titre issu de son album Pink Friday, pour le spot publicitaire de la marque. La même année, le groupe One Direction et le joueur de football américain Drew Brees, apparaissent dans une publicité de la marque pour vanter les mérites du soda via la chanson du groupe Live While We're Young.
Beyoncé poursuit en 2013 sa collaboration avec la marque, en apparaissant dans plusieurs étapes de sa vie lors du spot publicitaire, appuyé sur la chanson Grown Woman, coproduite avec le producteur Timbaland.
En 2014, Kelly Rowland enregistre le titre The Game qui est inclus dans la compilation Pepsi Beats of the Beautiful Game, supportant la Coupe du monde de football de 2014. Le titre est publié comme single et le vidéoclip qui l'accompagne est réalisé par Spike Lee.
La mannequine Kendall Jenner apparaît en 2017 dans un clip vidéo de la marque. Celui-ci suscite la polémique à la suite de sa représentation d'une manifestation. Pepsi est accusé de prendre beaucoup trop à la légère toutes les violences policières que subissent les États-Unis à cette époque. L'entreprise finit même par retirer sa publicité du net.

## Types de Pepsi

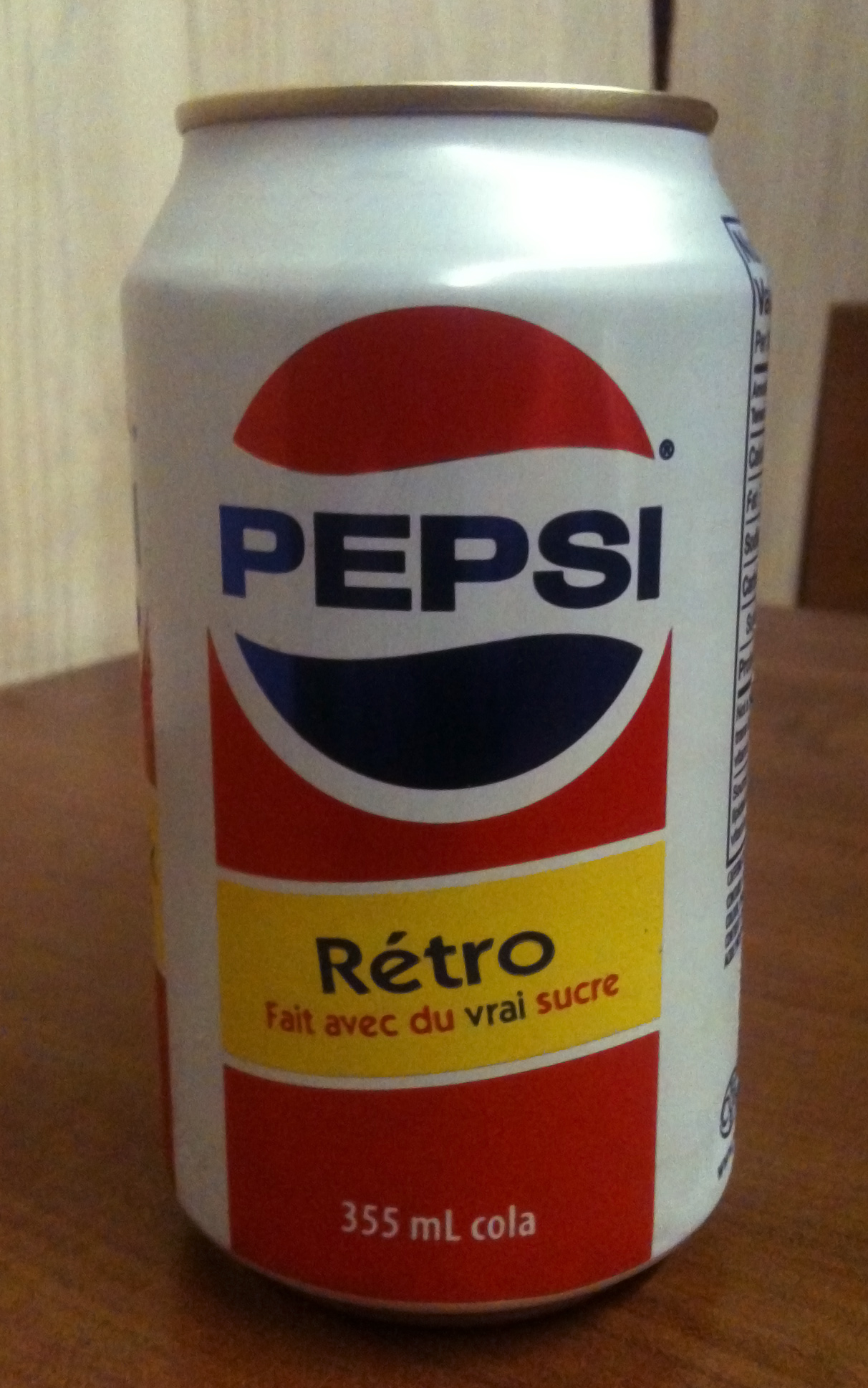
Une canette de Pepsi Rétro. Cette variante est inédite en Europe.

- Crystal Pepsi : Version incolore de Pepsi, présentée en 1992 et vendue aux États-Unis et Canada jusqu'en 1993. Ce produit fut un échec commercial[16],[17],[18]. Le Crystal Pepsi a été relancé par la marque lors d'une opération promotionnelle en 2016 à destination des fans du produit[19],[20]. Plusieurs animations rétros des années 1990 ont accompagné la communication autour de cet évènement.
- Pepsi Diet : 1964 premier cola léger.
- Pepsi A-ha : Pepsi aromatisé au citron vendu en Inde.
- Pepsi AM : contenant plus de caféine par rapport à un Pepsi classique, il est lancé sur le marché comme boisson matinale.
- Pepsi Blob : mélange de Pepsi et 7 Up.
- Pepsi Blue : Pepsi coloré en bleu et ayant une saveur de Framboise Bleue lors de l’automne 2002.
- Pepsi Carnaval : Pepsi fruité tropical, disponible au Japon pendant une période limitée qui débuta à l’été 2006.
- Pepsi Fire : une variété aromatisée à la cannelle qui est vendue en Thaïlande, au Mexique, en Malaisie et aux Philippines.
- Pepsi Free : présenté en 1982 par PepsiCo comme cola décaféiné, il est aujourd'hui vendu sous le nom de Pepsi décaféiné.
- Pepsi Gold : édition limitée colorée en or en tant qu'élément d'une promotion de la coupe du monde de football de 2006. Distribué en France, en Thaïlande, en Roumanie, en Pologne, en Suède, au Danemark, en Norvège, en Jamaïque, au Liban, en Turquie, au Venezuela, en Malaisie, en Algérie, au Japon et en Suisse
- Pepsi Light : variété de Pepsi dont la recette est réduite en sucre.
- Pepsi Mango: variété aromatisée à la mangue
- Holiday Spice : une édition limitée que la compagnie a commencé à vendre le 1er novembre 2004 aux États-Unis et au Canada pendant une période de huit semaines (il n'a pas été remis en vente depuis). Elle est aromatisée avec du gingembre et de la cannelle.

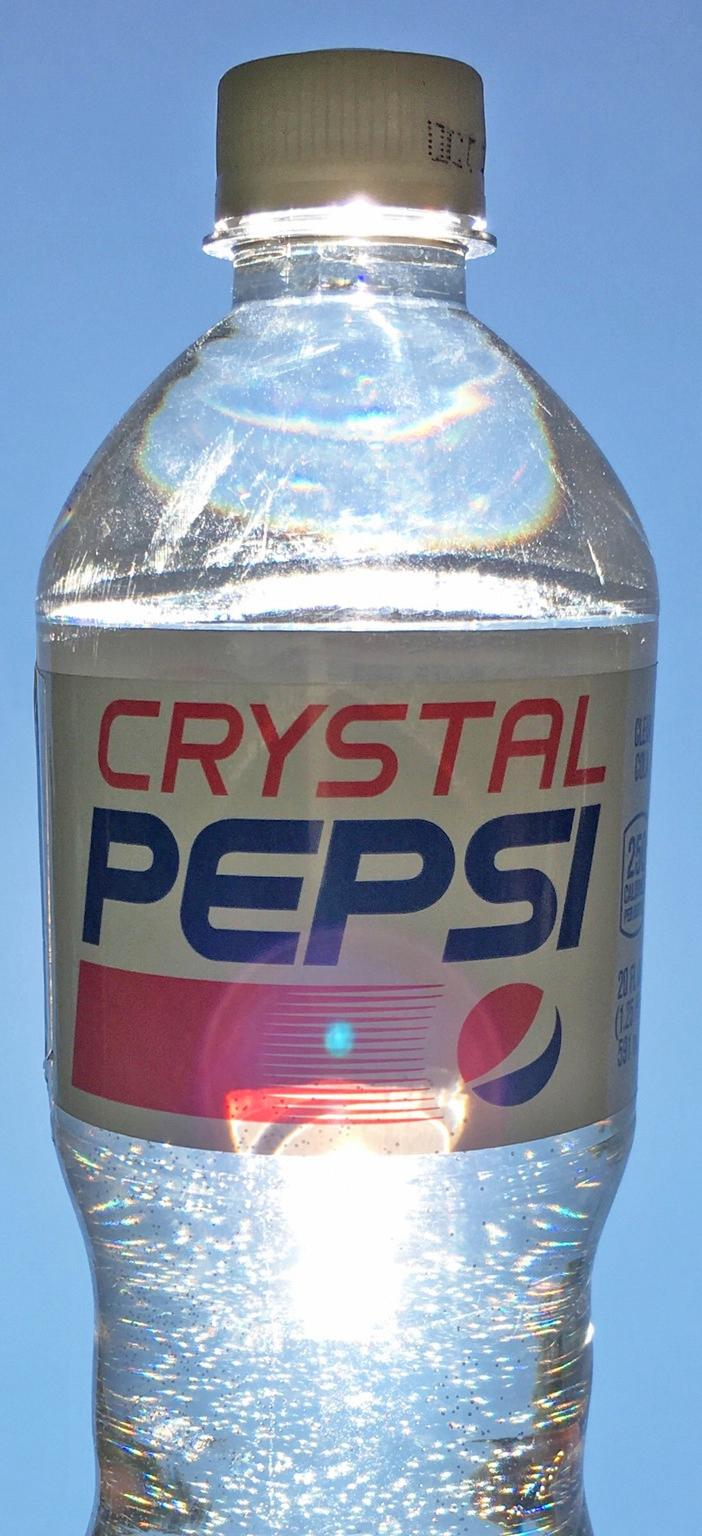
Crystal Pepsi américain en 2016.

- Pepsi Ice : vendu en Thaïlande, en Malaisie, et aux Philippines.
- Pepsi Lime : présenté sur le marché au printemps 2005.
- Pepsi Max : variété « sans sucre », disponible en dehors des États-Unis. En Algérie, cette variété connut un franc succès. Au Canada, c'est un Pepsi tonifié avec des extraits de ginseng et plus de caféine, se décline aussi en Diet.
- Pepsi Max Cool Lemon : aromatisé au citron.
- Pepsi Max Cappucino : aromatisé au goût du café et du chocolat, lancé sur le marché en 2005 et 2006.
- Pepsi Max Cinnamon : édition limitée de Noël 2005, à la saveur de cannelle.
- Pepsi Max Cino : (Royaume-Uni - Pepsi Max avec du café).
- Pepsi Next : un Pepsi sans calorie vendu seulement au Japon. En France, c'est une version qui contient moins de sucre que la version originale sans édulcorants artificiels (remplacés par un extrait de Stevia).
- Pepsi One : un Pepsi à une seule calorie, vendu aux États-Unis.
- Pepsi Perfect : il s'agit en réalité de Pepsi normal, seul le packaging a été créé pour le film Retour vers le futur 2, seules quelques centaines de bouteilles et des gourdes ont été créées et offertes aux fans pour les diverses promotions des films, et font depuis l'objet d'une intense spéculation (une bouteille neuve peut se vendre à plus de 400 €).
- Pepsi Raging Raspberry
- Pepsi Razzleberry
- Pepsi Red : un Pepsi rouge vendu au Japon.
- Pepsi Samba : Pepsi aux saveurs tropicales.
- Pepsi Strawberry Brust
- Pepsi Swizzle
- Pepsi Tropical Chill
- Pepsi Twist : Pepsi à saveur de citron.
- Pepsi Wild Cherry : Pepsi au goût de cerise.
- Pepsi Vanilla : vendu aux États-Unis en 2003, c'est la réponse de Pepsi au Coca-Cola vanille. Contient de l'extrait de vanille.
- Pepsi Ice Cream : vendu en Russie.

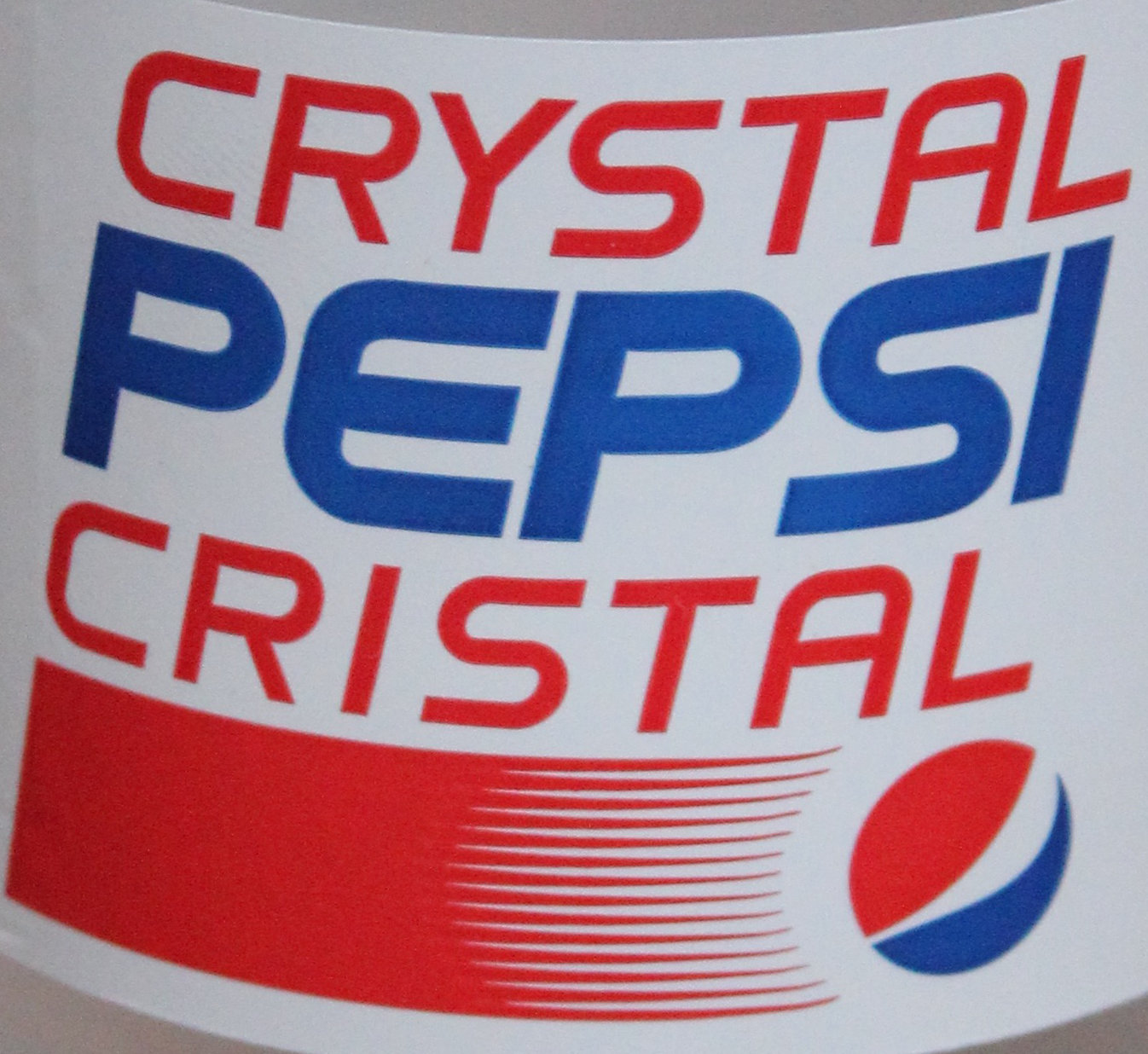
Crystal Pepsi canadien en 2016.

- Pepsi X : contient plus de caféine que le Pepsi classique, le Pepsi X a une saveur unique et une teinte rougeâtre.

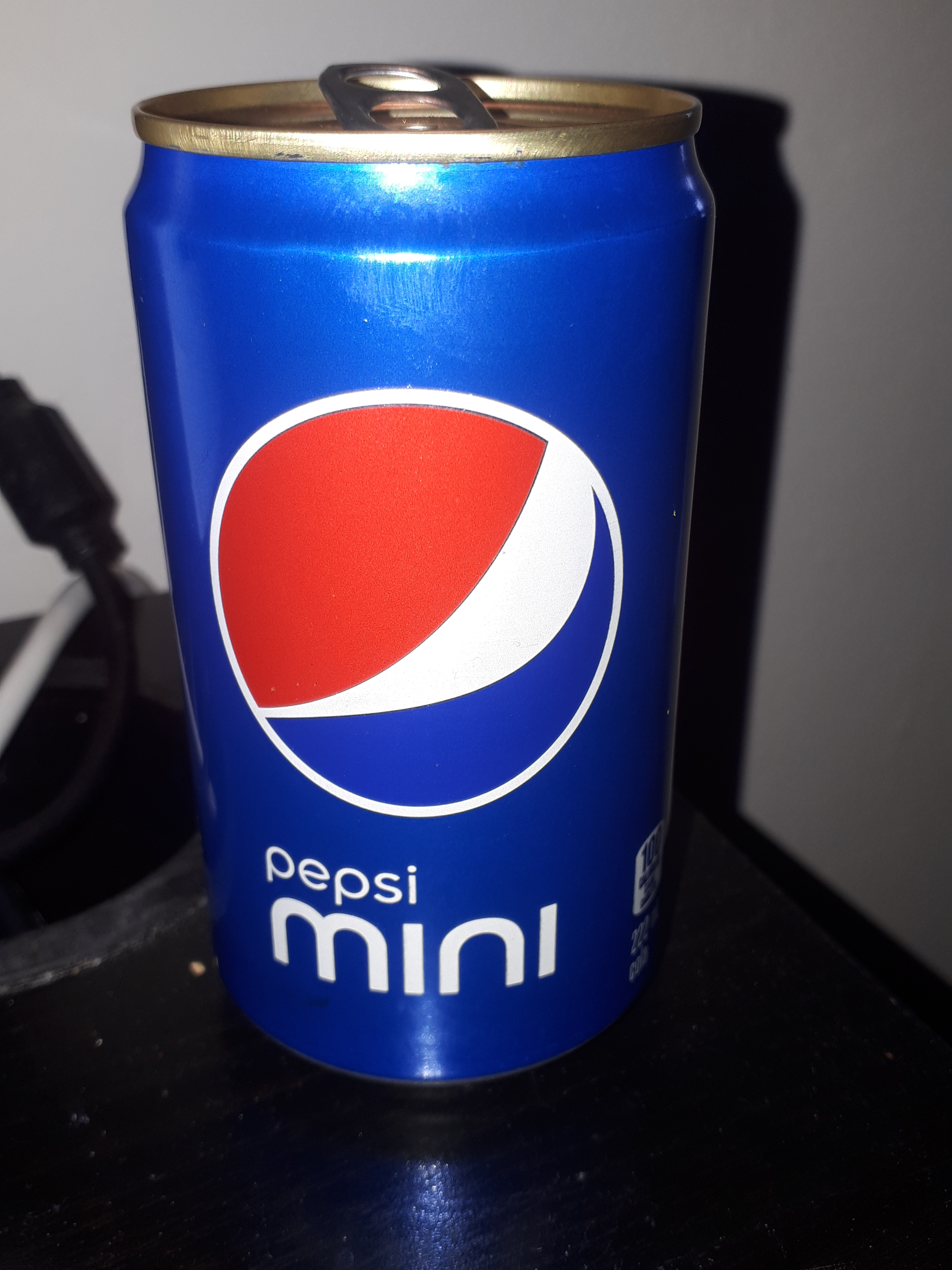
Cannette de Pepsi en format 222 ml.

- Pepsi Jazz : Pepsi diet à saveur de crème caramel. Au Canada, en plus de la crème caramel, des saveurs de cerise et vanille, et de fraises et crème existent.
- Pepsi Blue Hawaii : Pepsi à saveur d'ananas et de citron vendu au Japon depuis l'été 2008.
- Pepsi Mont Blanc : Pepsi à saveur de crème de marron, vendu au Japon lors de l’hiver 2010.
- Pepsi Dry : Pepsi non sucré, vendu au Japon.
- Pepsi Caribbean Gold : Pepsi aux saveurs de sapote blanche, vendu au Japon lors de l’été 2011.
- Pepsi Energy Cola : Pepsi avec extraits de gelée royale, guarana, ginseng, alguinine, caféine, vendu au Japon lors de l’été 2011.
- Pepsi Next : 30 % de sucre en moins.
- Pepsi Mini : format 222 ml.

## Pepsi-Cola en France

### Fabrication
Les boissons Pepsi, 7 Up et Lipton Ice Tea destinées au marché français sont fabriquées en sous-traitance par l'usine Refresco de Saint-Alban-les-Eaux (anciennement Sun Beverage Company).

### Parts de marché
Pepsi est deuxième en France en termes de parts de marché du soda, très loin derrière Coca-Cola. Dans certaines régions, il se retrouve en troisième position derrière un cola alternatif, comme en Bretagne où le Breizh Cola possède une part de marché de 7 %.

## Pepsi-Cola dans le monde
Au niveau mondial, Coca-Cola domine Pepsi sauf dans quelques pays comme l'Oman, l'Inde, l'Arabie saoudite, le Pakistan (où Pepsi est le commanditaire de l'équipe de Cricket depuis 1990), la République dominicaine et le Guatemala
PepsiCo. a annoncé avoir conclu un accord stratégique avec l'eau de source sur le territoire de la Roumanie, détenu par AQUA Carpatica, en vertu duquel PepsiCo détiendra une participation de 20 % dans AQUA Carpatica. PepsiCo aura les droits de distribution de l'eau de source en Roumanie et en Pologne avec des opportunités de développement sur d'autres marchés, y compris les États-Unis. AQUA Carpatica est déjà vendu dans 16 pays.

## Pepsi au Québec
Dans les décennies 1950 à 1980, certains anglophones utilisaient la marque Pepsi pour se moquer des francophones, car le soda Pepsi, peu onéreux, était davantage bu par les gens les moins riches. Cependant, cette moquerie n'avait pas de fondement, car le Pepsi n'était pas particulièrement bu à cette époque par les francophones, dont la marque préférée était le Kik Cola.
Ironiquement, le soda Pepsi est devenu le plus bu parmi les francophones durant les années 1980, surpassant le Coca-Cola, à la suite de la participation de l'acteur Claude Meunier dans une publicité de la marque Pepsi. Le personnage de Claude imitait un accent du Lac-St-Jean et utilisait l'expression « terrible, terrible, terrible », rappelant le joueur de hockey Mario Tremblay. De cet évènement est né le slogan « Ici, c'est Pepsi » avec la mise en avant de la couleur bleue (couleur de Pepsi, mais aussi du drapeau québécois). Coca-Cola répondra face à ce slogan : « Partout dans le monde, c'est Coke ».

## Mises en cause et controverses

### En Inde
Pepsi et Coca-Cola sont cités dans deux affaires : la contamination aux pesticides et l'appauvrissement des ressources en eau.

### Déstabilisation du Chili
En septembre 1970, le président de Pepsi-Cola Donald M. Kendall participe à une réunion avec le président Richard Nixon et des responsables de la CIA sur la déstabilisation du gouvernement socialiste de Salvador Allende.

### Loterie aux Philippines
En 1992 Pepsi lance un concours aux Philippines, devant permettre au gagnant de devenir millionnaire en pesos, soit environ 20 000 $. Le jeu était basé sur un numéro à 3 chiffres inscrit au dos des capsules de bouteilles. Les ventes de Pepsi ont augmenté de 40 %. Le 25 mai, Pepsi annonce que le numéro gagnant est le 349. Cependant, à la suite d'une erreur du logiciel qui attribuait les numéros, celui-ci s'est retrouvé sur plus de 800 000 bouteilles. 490 000 gagnants ont réclamé leur prix sans succès, ce qui a provoqué des émeutes à Manille, des camions ont été la cible des émeutiers et un cocktail Molotov a été lancé sur une camionnette Pepsi, faisant plusieurs morts. Pepsi a fini par donner vingt dollars à chaque détenteur d'une capsule gagnante.

### Pesticides
En 2003, et encore en 2006, le Centre pour la Science et l'environnement (CSE), une organisation non gouvernementale de New Delhi, a constaté que les boissons produites par des fabricants en Inde, y compris Pepsi et Coca-Cola, présentaient un niveau dangereusement élevé de pesticides. PepsiCo et Coca-Cola Company ont soutenu que leurs boissons étaient sûres pour la consommation et ont annoncé que le niveau de pesticides dans leurs produits était inférieur à celui de produits de consommation courante tels que le thé, les fruits ou les produits laitiers. Dans l'État indien du Kerala, la vente et la production de Pepsi-Cola — ainsi que d'autres boissons non alcoolisées — ont été interdites. Cinq autres États indiens ont annoncé des interdictions partielles de boissons dans les écoles, les universités et les hôpitaux. Le vendredi 22 septembre 2006, la Cour suprême du Kerala a levé cette interdiction considérant que seul le gouvernement fédéral était habilité à interdire la commercialisation de produits alimentaires[réf. nécessaire].

### Assèchement des nappes phréatiques
Les usines de fabrication de Coca-Cola et Pepsi-Cola en Inde sont accusées de pomper de manière excessive dans les nappes phréatiques, entraînant une pénurie d'eau pour les paysans locaux qui ne peuvent plus arroser leurs cultures.

### Caramel colorant
La teinte caramel est obtenue à l'aide de 4-méthylimidazole. En mars 2012, PepsiCo annonce qu'il devra retirer de la formule de la boisson cet ingrédient, car l'État de Californie en a révélé la nature cancérigène pour les buveurs réguliers et en a abaissé le seuil admissible. En Europe, l’Autorité européenne de sécurité des aliments (EFSA) a estimé que la limite légale en vigueur était suffisante pour protéger les consommateurs.

## Galerie photographique

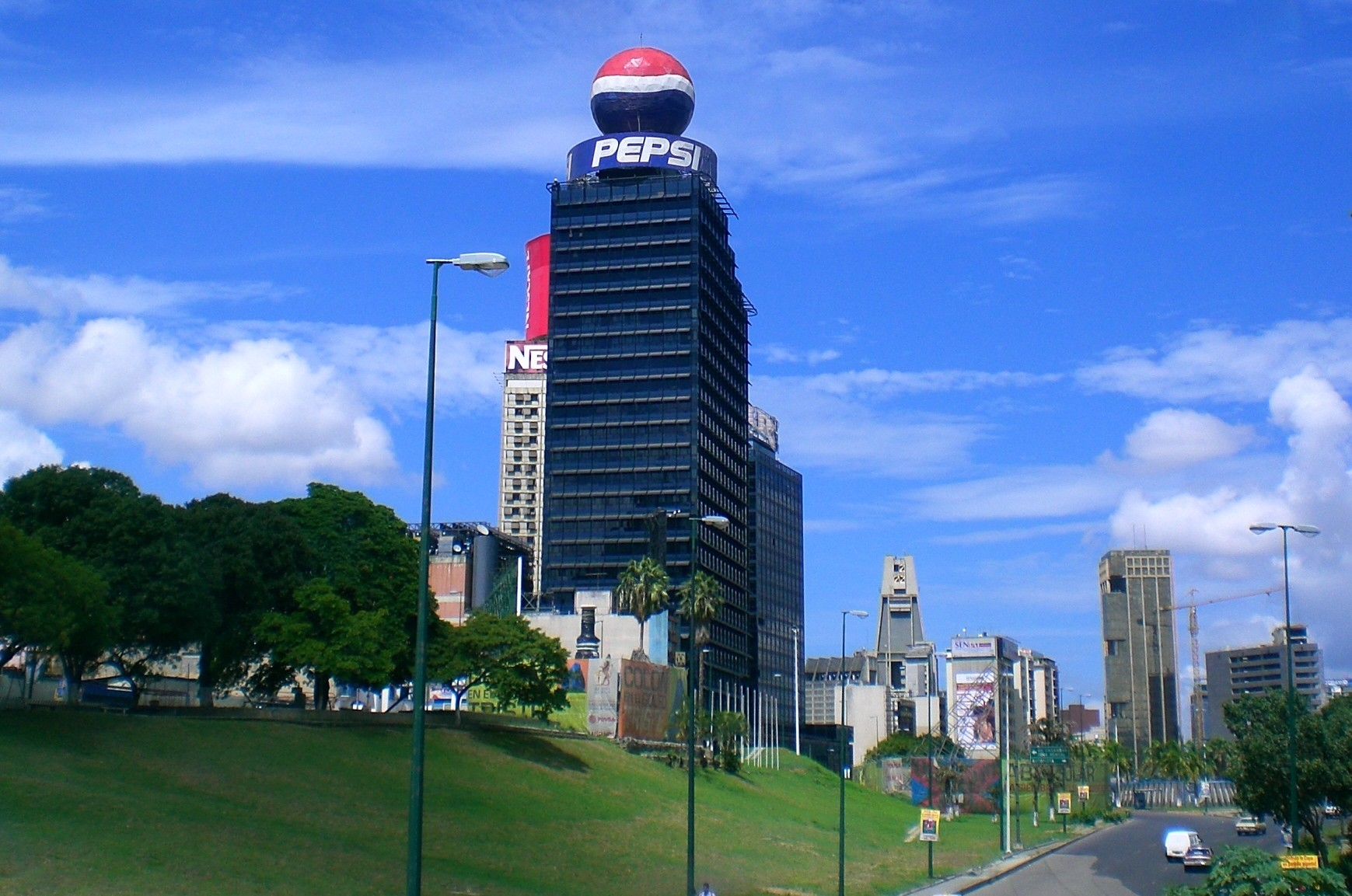
Pepsi au Venezuela.
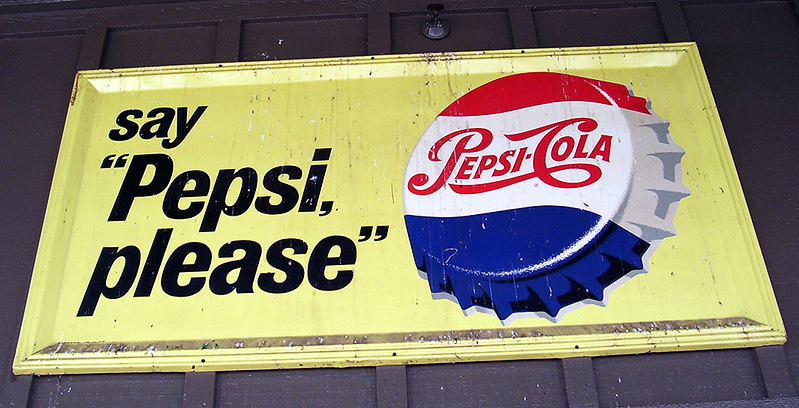
Une publicité de Pepsi des années 1950.
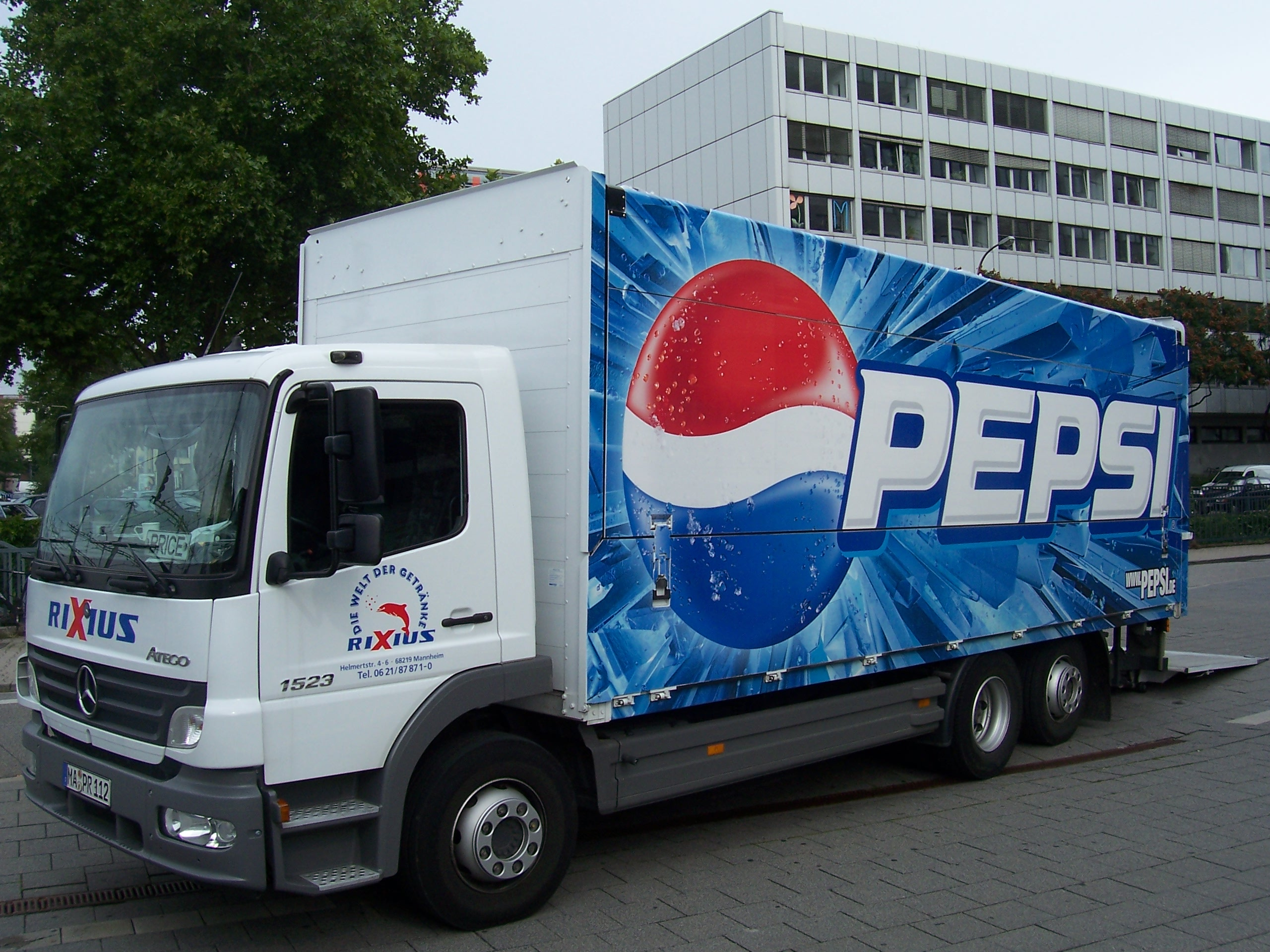
Un camion de distribution Pepsi.
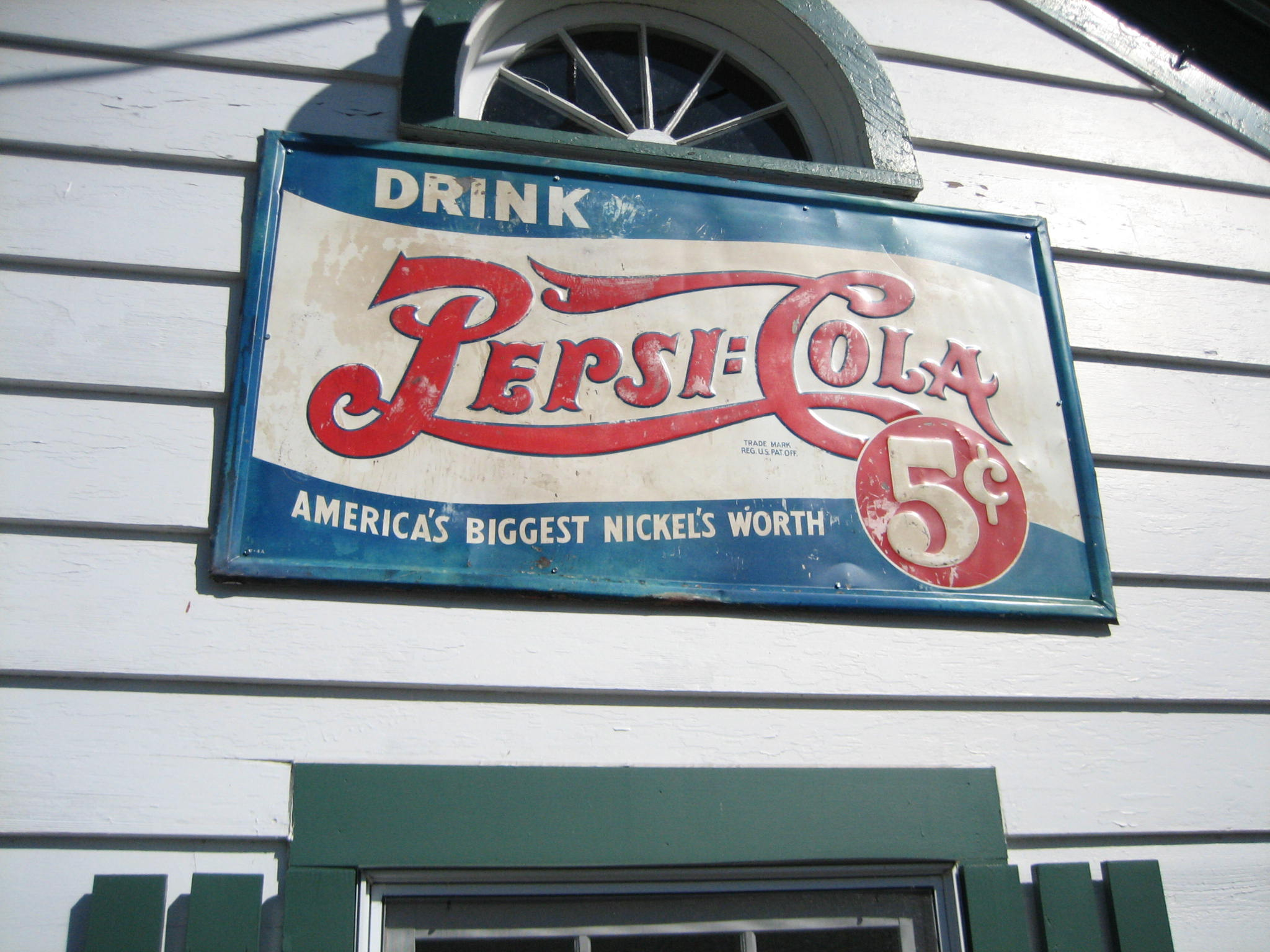
Une enseigne Pepsi.
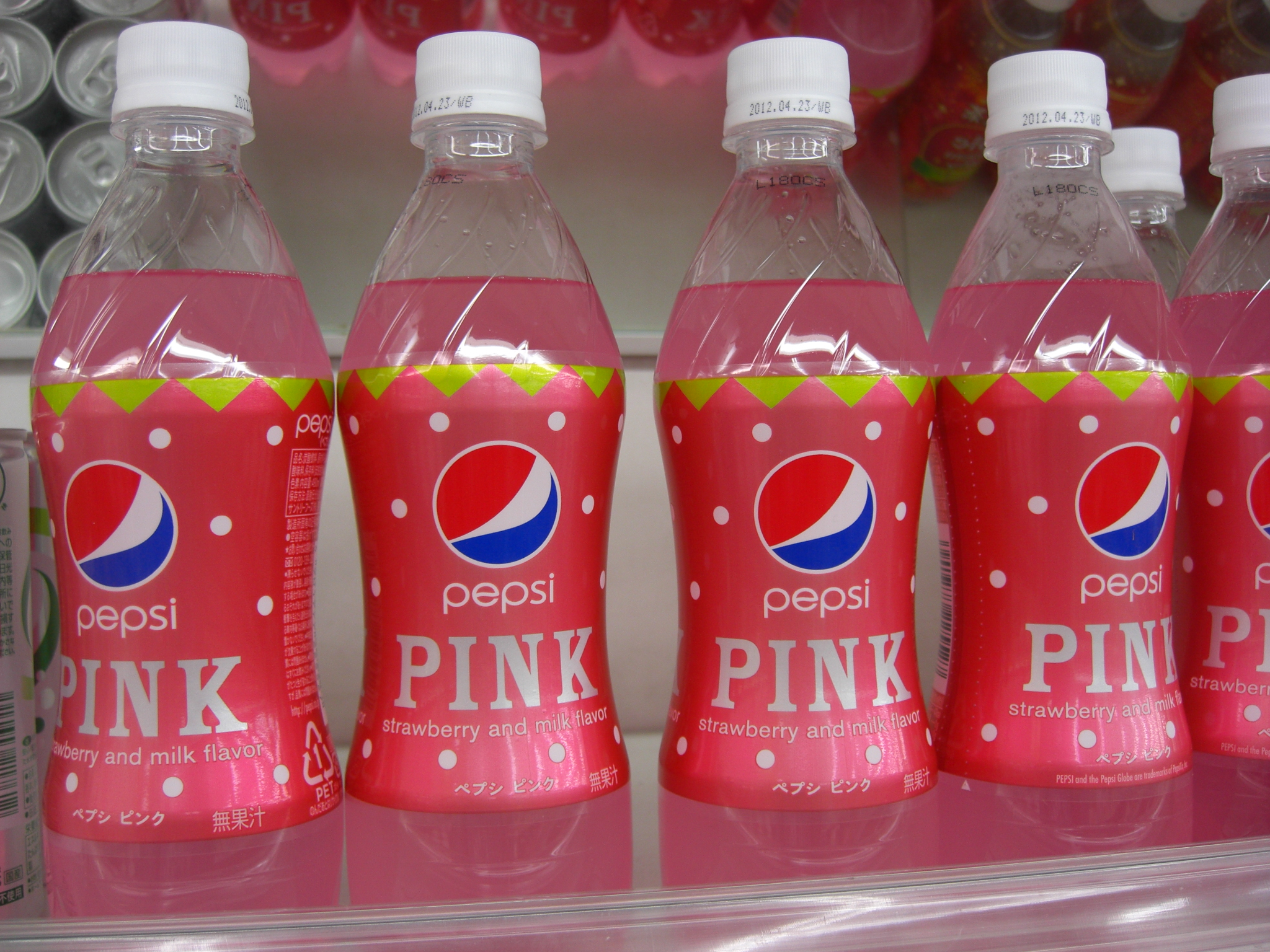
Pepsi Pink.
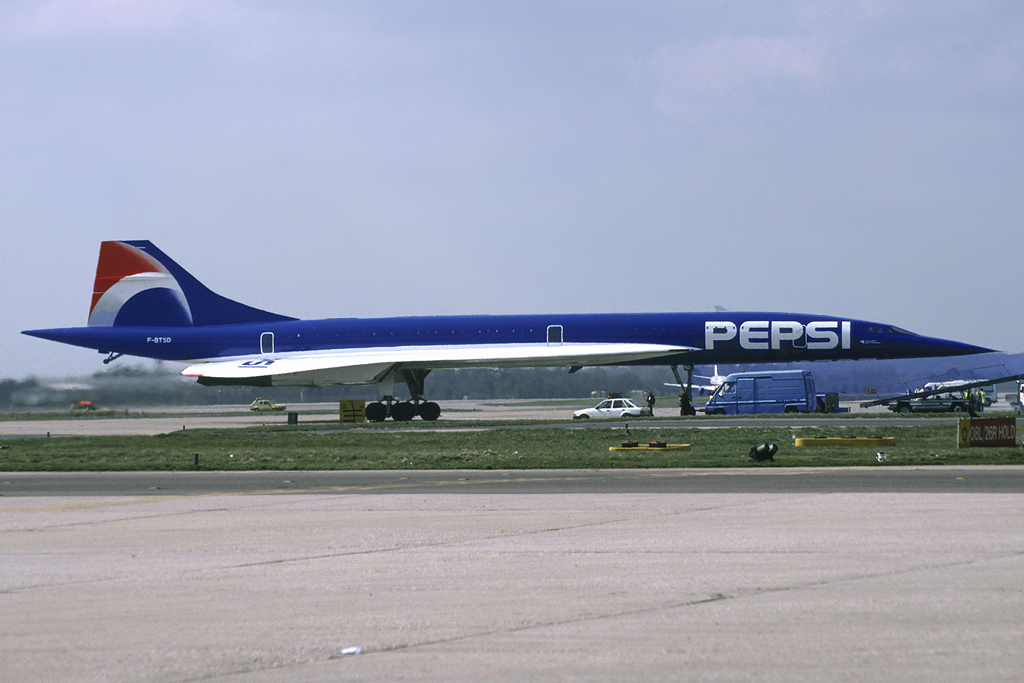
Un Concorde d'Air France aux couleurs de Pepsi.

## Identité visuelle

Logo de 1905 à 1907.
Logo de 1934 à 1951.
Logo de 1951 à 1962.
Logo de 1965 à 1969.
Logo de 1971 à 1987.
Logo de 1987 à 1991.
Logo de 1991 à 1997.
Logo de 1997 à 2003.
Logo de 2003 à 2006.
Logo de 2006 à 2008.
Logo de 2008 à 2014.
Logo de 2014 à 2023.
Logo actuel révélé en mars 2023; lancé officiellement le 23 août de la même année.